# كورت أندرسون
كورت أندرسون (بالسويدية: Kurt Andersson)‏ (24 أبريل 1939 ياليفاره السويد - ) هو لاعب كرة قدم سويدي يلعب كلاعب وسط.

## وصلات خارجية
كورت أندرسون على موقع اتحاد السويد (السويدية)
- كورت أندرسون على موقع ناشيونال فوتبول تيمز (الإنجليزية)
- كورت أندرسون على موقع عالم كرة القدم.نت (الإنجليزية)